# Ister Euronight
Interregio Night 472 / 473 „Ister”, cunoscut în Ungaria sub numele Ister nemzetközi InterCity, este un tren de noapte operat de CFR Călători și MÁV-START, care circulă între Budapesta-Keleti și București-Nord.